# Station Breukelen
Station Breukelen is een spoorwegstation in het Utrechtse Breukelen. Station Breukelen ligt langs de Rhijnspoorweg en is het eindpunt van de spoorlijn Harmelen - Breukelen.

## Geschiedenis
Het station werd geopend op 18 december 1843, gelijktijdig met de oplevering van de spoorlijn Amsterdam-Utrecht. Op 5 november 1869 werd de spoorlijn Harmelen - Breukelen geopend. Hierdoor kreeg de Nederlandsche Rhijnspoorweg-Maatschappij (NRS) een snellere verbinding tussen Amsterdam en Rotterdam (via Gouda). De concurrent (de Hollandsche IJzeren Spoorweg-Maatschappij (HSM) exploiteerde de andere verbinding, de Oude Lijn via Haarlem.

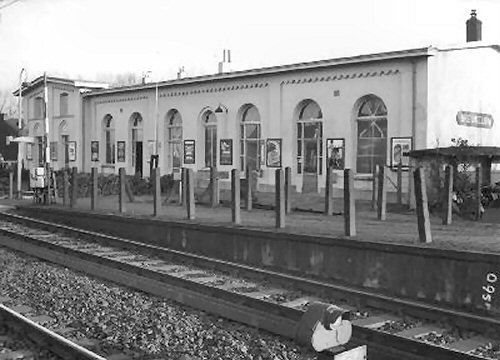
Het oude stationsgebouw van Breukelen in 1967

In 1872 kreeg Breukelen een volwaardig stationsgebouw. Evenals bij de stations van Maarssen en Nieuwersluis-Loenen betekende de aanleg van het Merwedekanaal (nu het Amsterdam-Rijnkanaal) in 1892 een scheiding tussen het dorp en het station. Bij de brug over het kanaal ontstonden lange wachttijden. Veel inwoners van Breukelen gaven de voorkeur aan station Nieuwersluis, dat een vaste voetbrug had en door meer treinen werd aangedaan.
In 1944 werd het station gedeeltelijk verwoest door een bom. Het verwoeste gedeelte werd niet meer opgebouwd. In 1981 is het hele station gesloopt en vervangen door nieuwbouw, een station van het type Beilen. Bij station Breukelen was een veel gebruikte laad- en losplaats. Het station werd gebruikt door de in Breukelen gevestigde zuivelfabrikant Insulinde, door brandstofhandelaren, een schapenslachterij en een vishandel. Inmiddels is al het goederenvervoer stopgezet.
In 2002 is het stationsgebouw, vanwege werkzaamheden ten behoeve van de spoorverdubbeling Utrecht - Amsterdam, afgebroken. Het station is door een eilandvormig exemplaar vervangen.
In 2008 is ten noorden van het station een kopspoor gerealiseerd waardoor treinen vanuit de richtingen Utrecht en Harmelen hier kunnen keren.
In het plafond van de wachtruimte van het huidige station is door de kunstenares Sanja Medić onder de titel De Reiziger een reliëf aangebracht geïnspireerd door de iconen van grafisch ontwerper Gerd Arntz.

## Spoorverdubbeling
Vanwege de spoorverdubbeling Amsterdam – Utrecht werd het stationsgebied van Breukelen gereconstrueerd. In 2002 is een tijdelijk station gebouwd op de nieuwe plaats. Er is een hoge brug met vier sporen over de Aa gebouwd ter vervanging van de hefbrug. De splitsing van de lijn richting Woerden – Gouda is ongelijkvloers geworden, waarvoor een dubbelsporig viaduct is gebouwd voor de treinen richting Utrecht. Eind 2006 moest de spoorverdubbeling gereed zijn. Uiteindelijk werd de spoorverdubbeling op 25 april 2007 opgeleverd.

## Dienstregeling
In Breukelen stoppen de volgende treinseries:
| Serie | Treinsoort    | Route                                                                                      | Bijzonderheden |
| ----- | ------------- | ------------------------------------------------------------------------------------------ | --- |
| 4000  | Sprinter (NS) | Uitgeest – Zaandam – Amsterdam Centraal – Breukelen – Woerden – Gouda – Rotterdam Centraal | |
| 7300  | Sprinter (NS) | Breukelen – Utrecht Centraal – Driebergen-Zeist – Veenendaal Centrum – Rhenen              | |
| 7400  | Sprinter (NS) | Uitgeest – Zaandam – Amsterdam Centraal – Breukelen – Utrecht Centraal – Driebergen-Zeist  | Rijdt alleen tijdens de brede spitsuren, waarbij net na de ochtendspits en net vóór de middagspits enkel tussen Uitgeest en Utrecht Centraal v.v. wordt gereden. |

## Busvervoer
Heden ten dage stoppen hier de volgende lijnen.
| Lijn                                                          | Route | Soort     |
| ------------------------------------------------------------- | --- | --------- |
| Vervoerder: Syntus Utrecht Concessiegebied: Provincie Utrecht | |           |
| 120                                                           | Amsterdam Bijlmer ArenA - Holendrecht - Abcoude - Loenen a/d Vecht - Breukelen - Maarssen - Utrecht          | Streekbus |
| 130                                                           | Uithoorn Busstation - Amstelhoek - Mijdrecht - Wilnis - Vinkeveen - Breukelen Station                        | Streekbus |
| 523                                                           | Woerden Station - Kamerik - Teckop - Kockengen - Breukelen Station                                           | Buurtbus  |
| 524                                                           | Noorden Rooms Katholieke Kerk - Zegveld - Woerden - Kamerik - Kanis - Teckop - Kockengen - Breukelen Station | Buurtbus  |
| 526                                                           | Uithoorn Busstation - De Hoef - Mijdrecht - Wilnis - Vinkeveen - Nieuwer ter Aa - Breukelen Station          | Buurtbus  |

## Ontwikkeling aantal reizigers
Het aantal door NS vervoerde reizigers (per gemiddelde werkdag) ontwikkelde zich sedert 2019 als volgt:
| Jaar | Aantal reizigers |
| ---- | ---------------- |
| 2019 | 6.091            |
| 2020 | 2.605            |
| 2021 | 2.931            |
| 2022 | 4.789            |
| 2023 | 6.092            |
| 2024 | 5.828            |

## Afbeeldingen

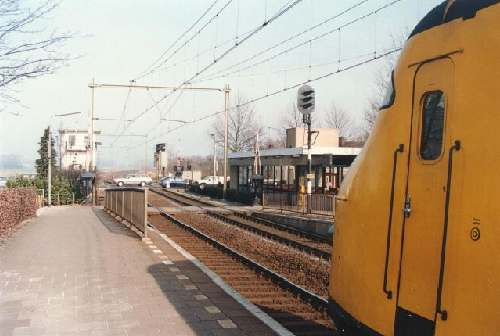
Het station van Breukelen in 1992
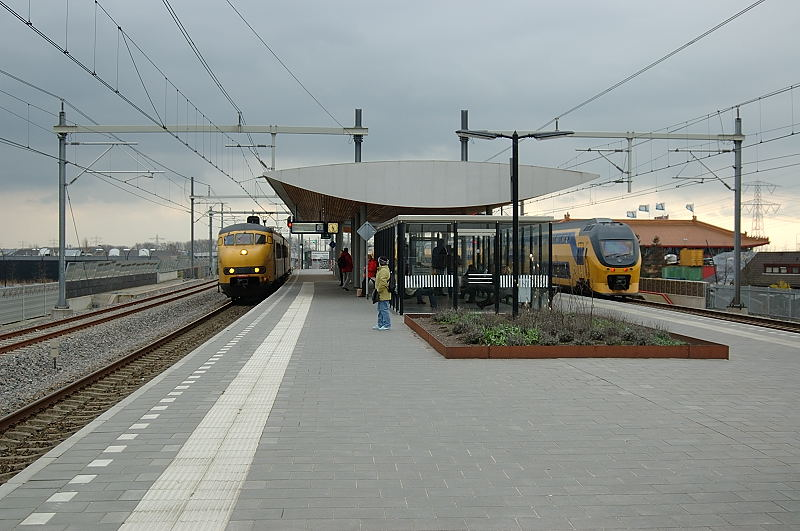
Station Breukelen in 2007
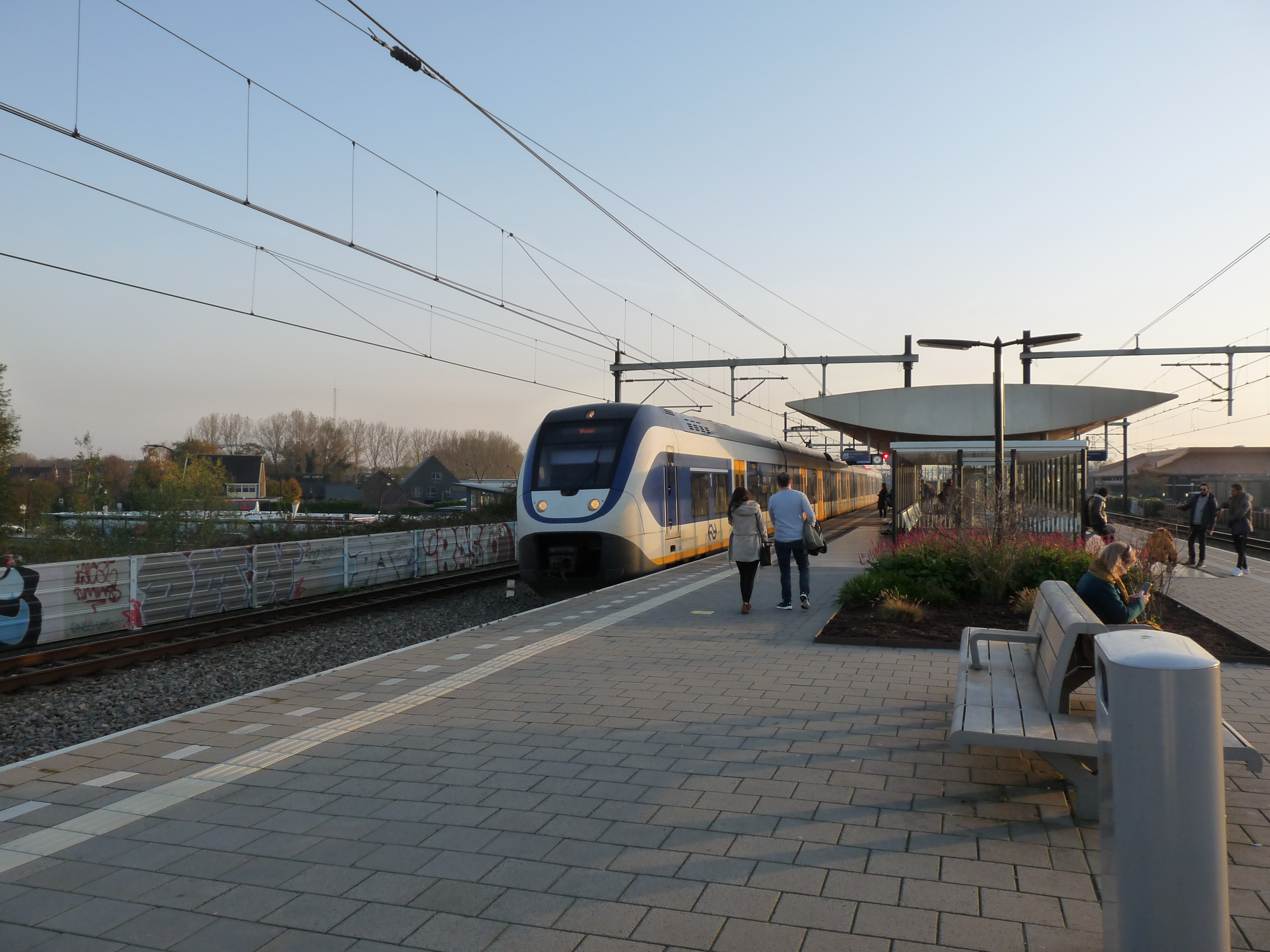
SLT op het station